# 가이타정 (후쿠오카현)
가이타정(頴田町)은 일본 후쿠오카현 중앙부에 위치했던 정으로, 가호군에 속했다. 
2006년 3월 26일, 이즈카시·쇼나이정·호나미정·지쿠호정과 대등합병해, 시로 승격해, 이즈카시가 되었다. 정사무소는 현재 이즈카 시청 가이타 지소로 되어 있다

## 역사
- 1889년 4월 1일 - 정촌제 시행에 의해 이전의 정역에 해당하는 가마군 가이타촌이 성립하였다.
- 1896년 2월 26일 - 군제 시행에 의해 가호군에 속하게 되었다.
- 1959년 1월 1일 - 정으로 승격해 가이타정이 되었다.
- 2006년 3월 26일 - 시로 승격에 의해 이즈카시가 성립해, 자치체는 폐지되었다.

## 교통

### 도로
- 국도 200호선
- 국도 201호선
- 국도 211호선